# Nelly Norton
Nelly Norton, właściwie Eleonora Norton (ur. 7 marca 1947 w Warszawie, zm. 9 lutego 2007 w Turynie) – emigracyjna działaczka społeczna w latach 80. zaangażowana w pomoc humanitarną dla NSZZ Solidarność, była terapeutką specjalizującą się w kwestiach przemocy w rodzinie i uzależnień.
Pochodziła z warszawskiej, żydowskiej rodzinie inteligenckiej. Po maturze, w 1967 r. wyjechała do Francji, gdzie studiowała na Sorbonie, uczestniczyła także w zamieszkach studenckich maja 1968 r. W tym samym roku przyjechała do Polski, gdzie akurat rozpoczęła się gomułkowska nagonka na Żydów. Jej matka straciła pracę i obie, z pomocą przyjaciół z Włoskiej Partii Komunistycznej, uzyskały włoskie wizy i wyjechały z kraju, tym razem już na stałe.
We Włoszech studiowała psychologię i socjologię na Uniwersytecie w Trydencie, związała się także z lewicową organizacją Lotta Continua, skupiającą studentów i robotników – rozwiązaną w 1976 r. pod zarzutem terroryzmu.
Nie zerwała kontaktów z Polską i z przyjaciółmi w kraju. Wspierała działania KOR-u, a w stanie wojennym zabiegała o pomoc finansową i materialną dla rodzin internowanych związkowców. Zorganizowała kilkadziesiąt transportów z pomocą humanitarną. W mediach włoskich informowała o sytuacji w Polsce, organizowała również debaty poświęcone sprawie „Solidarności”.
W ostatnich latach życia Nelly Norton zaangażowana była między innymi w pomoc rodzinom kubańskich dysydentów, za co została aresztowana w 2006 r. Była organizatorką wolontariatu do pomocy przy organizacji zimowych igrzysk olimpijskich w Turynie. Sygnatariuszka listu w obronie pamięci Jacka Kuronia.
Uczestniczyła w 25 obchodach rocznicy powstania „Solidarności”, w Gdańsku i w Warszawie.
Nelly Norton zmarła w Turynie i tam została pochowana. Polscy przyjaciele umieścili płytę pamiątkową na cmentarzu żydowskim w Warszawie.